# Albrecht Alcybiades
Albrecht Hohenzollern, nazywany Alcybiadesem (niem. Albrecht II Alcibiades von Brandenburg-Kulmbach, ur. 28 marca 1522 w Ansbach, zm. 8 stycznia 1557 w Pforzheim) – margrabia Kulmbach z dynastii Hohenzollernów, dowódca wojskowy i awanturnik w okresie wojen religijnych w Niemczech.

## Życiorys
Albrecht był najstarszym synem Kazimierza Hohenzollerna, syna margrabiego Ansbach Fryderyka Starszego Hohenzollerna. Ponieważ Kazimierz zmarł przed śmiercią swego ojca, dziedzictwo w Ansbach w ręce jego młodszego brata Jerzego i jego potomków. Matką Albrechta była Zuzanna, córka księcia Bawarii, Albrechta IV Mądrego (wkrótce po śmierci ojca Albrechta poślubiła palatyna reńskiego Ottona Henryka Wittelsbacha). W młodości pozostawał pod opieką stryja Jerzego: nie otrzymał zbyt głębokiej edukacji, nie wykształcono w nim też odpowiednich postaw moralnych, lubił oddawać się licznym rozrywkom.
Po dojściu do pełnoletniości skłócony z krewnymi Albrecht zażądał podziału dziedzictwa po dziadku. W 1541 otrzymał jako swój udział część dóbr frankońskiej linii Hohenzollernów z Kulmbach i Bayreuth. Jego siedzibą był zamek Plassenburg. Spory z krewnymi wzmogły się po śmierci stryja Jerzego w 1543, gdy Albrecht zażądał przyznania mu praw do opieki nad jego małoletnim synem, podczas gdy zgodnie z testamentem zmarłego miały one przypaść książętom z Hesji i Saksonii.
W 1543 Albrecht rozpoczął służbę na rzecz Habsburgów. Uczestniczył w zmaganiach z Francją oraz I wojnie szmalkaldzkiej – sam był protestantem, a walczył przeciwko swoim współwiercom. Dał się poznać jako surowy dowódca najemników. W 1547 dostał się do niewoli, ale po cesarskim zwycięstwie w bitwie pod Mühlbergiem odzyskał wolność. Przez pewien czas pozostawał jeszcze w służbie habsburskiej, przeszedł jednak na początku lat 50. do obozu protestanckiego kierowanego przez księcia saskiego Maurycego Wettina.
Powodowany ambicją zapragnął zdobyć dominację we Frankonii rozpoczynając drugą wojnę margrabską. Wymuszając na miastach i książętach finansowe daniny oraz niszcząc dobra katolickich biskupów, naraził się Maurycemu – naruszył bowiem rozejm zawarty między książętami protestanckimi a cesarzem w 1552. W tej sytuacji utworzył się przeciwko niemu „związek frankoński”, na którego czele stanął Maurycy. 9 lipca 1553 siły Albrechta zostały pokonane w bitwie pod Sievershausen. Co prawda zginął w niej Maurycy saski, jednak siły związku wyparły Albrechta z Frankonii, niszcząc zamek Plassenburg.
Po kolejnej porażce Albrecht został zmuszony do ucieczki do Francji. Wrócił z niej w 1556 z nowymi planami, jednak wkrótce potem zmarł. Jego dobra przypadły jego bratankowi Jerzemu Fryderykowi, który odbudował Plassenburg.